# Foguete de combustível híbrido

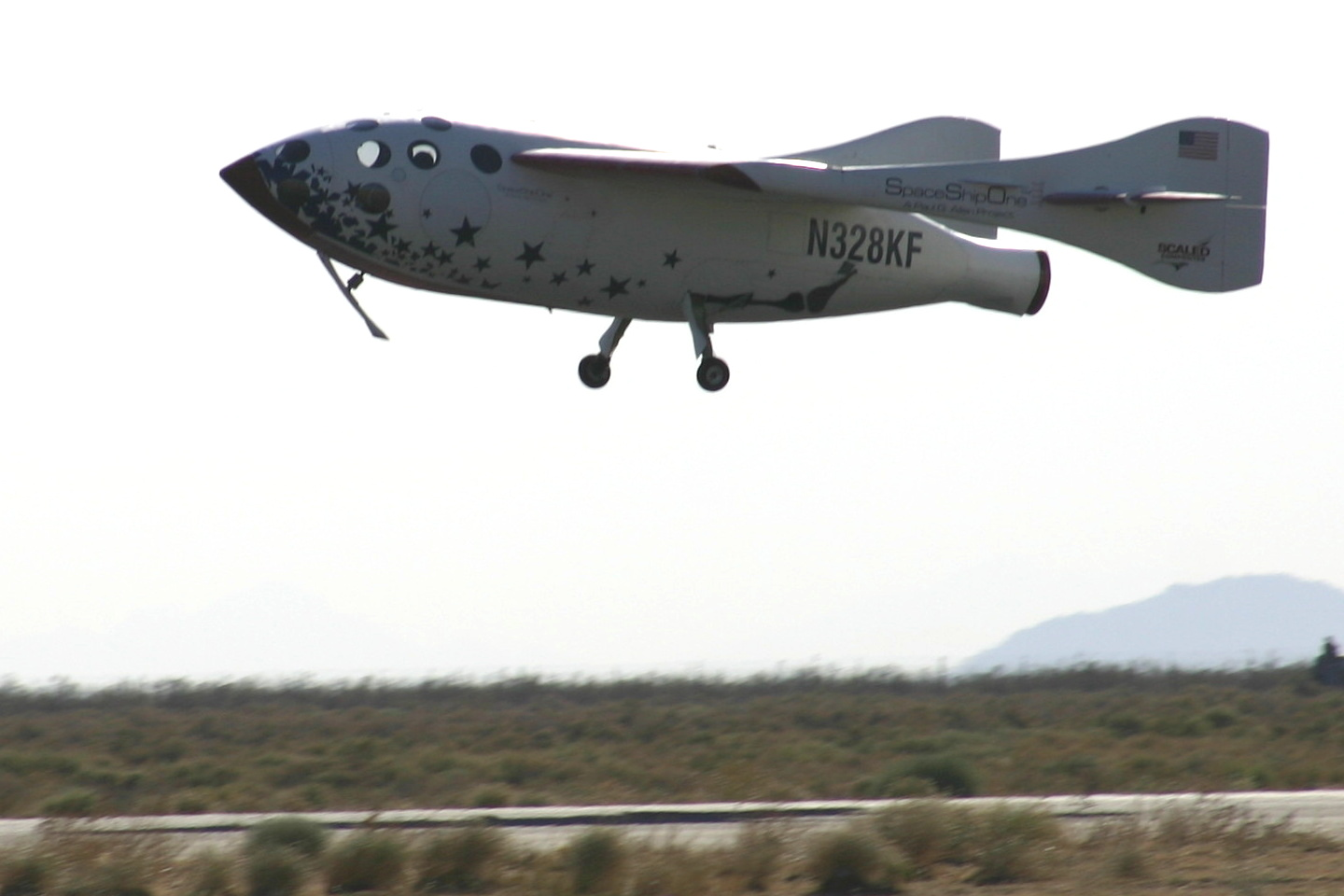
SpaceShipOne Impulsionada por motor híbrido (para mais informação).

Foguete de combustível híbrido - é o foguete que utiliza um combustível e um comburente que encontram-se em diferentes estados: líquido/sólido ou gasoso/sólido. É o meio-termo entre o foguete de combustível sólido e o foguete de combustível líquido.
A sua configuração mais comum é um motor de foguete composto de um propelente (combustível sólido) preenchendo uma câmara de combustão na qual um comburente líquido ou gasoso é injetado.
É possível empregar como combustível a parafina usada na fabricação de velas e como comburente o óxido nitroso (popularmente conhecido como gás do riso).
Através de uma reação extremamente exotérmica produz-se gases quentes que são expelidos através de uma tubeira de Laval tornando possível a propulsão.
Atualmente, (2008) alguns países, como EUA e Brasil, procuram desenvolver foguetes com este tipo de propulsor.

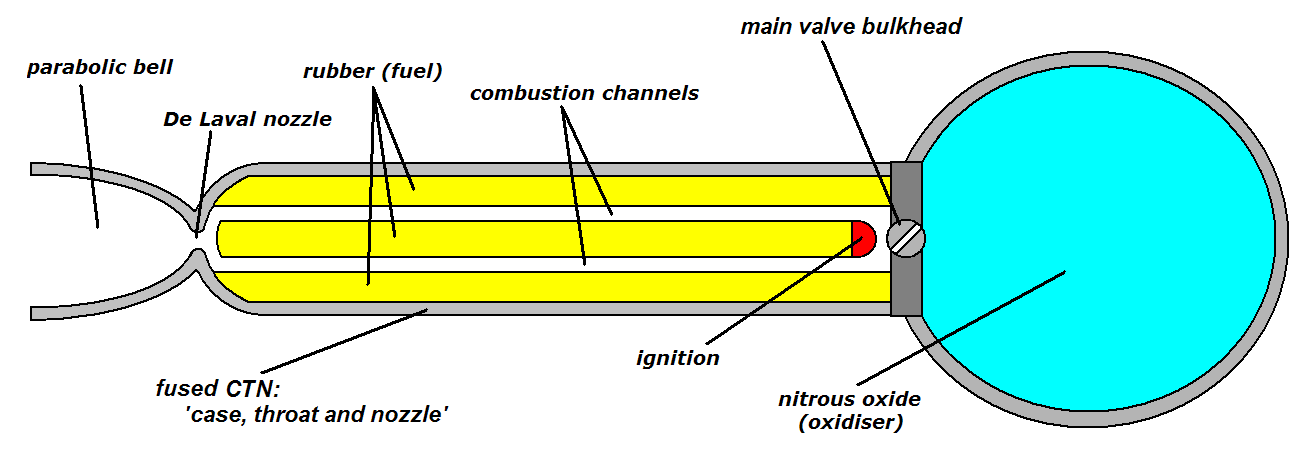
Detalhe do motor híbrido da SpaceShipOne